# Världens Väsen
Världens Väsen är ett musikalbum av Väsen, utgivet 1997 av Xource/MNW. Det är första gången som trumslagaren André Ferrari medverkar och gruppen uppträder som kvartett. På albumet börjar de även gå ifrån den traditionella folkmusiken och närma sig världsmusiken.

## Låtlista
Alla låtar är arrangerade av Väsen.
1. "Kapten Kapsyl" (Mikael Marin) – 2:57
2. "Bambodansarna" (Olov Johansson) – 4:19
3. "Börjar du fatta" (Mikael Marin) – 4:28
4. "Shapons vindaloo" (André Ferrari) – 5:10
5. "Nitti pomfritti" (Mikael Marin) – 7:18
6. "30-års jiggen" (Roger Tallroth) – 2:19
7. "Anno 1643" (Roger Tallroth) – 3:28
8. "Tärtulingen" (Olov Johansson) – 4:34
9. "Såld och solde" (Olov Johansson) – 4:01
10. "En timme i Ungern" (Roger Tallroth & Mikael Marin) – 5:07
11. "Till Farmor" (Roger Tallroth) – 2:46

Total tid: 46:52

## Medverkande
- Väsen:
  - André Ferrari — kamelklocka, percussion
  - Olov Johansson — kontrabasharpa, kromatisk nyckelharpa
  - Mikael Marin — viola, fiol
  - Roger Tallroth — 12-strängad gitarr, bouzoki, oktavmandolin
- Mats Olofsson — cello (4, 7, 11)